# Список кавалеров ордена Святого Александра Невского эпохи Екатерины II
Список кавалеров ордена Святого Александра Невского эпохи Екатерины II.
1. 28 июня 1762 — Екатерина II, государыня императрица[1][2].
2. 28 июня 1762 — Орлов, Григорий Григорьевич, граф, камергер[1].
3. 28 июня 1762 — Мордвинов, Семён Иванович, адмирал[1].
4. 28 июня 1762 — Измайлов, Михаил Львович, генерал-майор.
5. 4 июля 1762 — Карл Людвиг Фридрих, наследный принц Мекленбург-Стрелицкий[1].
6. 22 сентября 1762 — Толстой, Матвей Андреевич, генерал-аншеф. Умер в 1763 году.
7. 22 сентября 1762 — Салтыков, Иван Петрович, граф, генерал-поручик[1].
8. 22 сентября 1762 — Волконский, Михаил Никитич, князь, генерал-аншеф[1].
9. 22 сентября 1762 — Прозоровский, Иван Андреевич, князь, генерал-поручик.
10. 22 сентября 1762 — Караулов, Семён Юрьевич, генерал-поручик.
11. 22 сентября 1762 — Пальменбах, Иван Иванович, генерал-поручик.
12. 22 сентября 1762 — Племянников, Пётр Григорьевич, генерал-поручик.
13. 22 сентября 1762 — Штофельн, Христофор Фёдорович, генерал-поручик.
14. 22 сентября 1762 — Берг, Густав Густавович фон, генерал-поручик.
15. 22 сентября 1762 — Лопухин, Владимир Иванович, генерал-поручик. Умер 29 июня 1797 года.
16. 22 сентября 1762 — Соймонов, Фёдор Иванович, тайный советник и сибирский губернатор.
17. 22 сентября 1762 — Орлов, Алексей Григорьевич, граф, генерал-майор[1].
18. 22 сентября 1762 — Еропкин, Пётр Дмитриевич, генерал-поручик[1].
19. 22 сентября 1762 — Дебоскет, Даниил Исаакович, генерал-аншеф.
20. 22 сентября 1762 — Волконский, Семён Фёдорович, генерал-поручик. Умер 4 мая 1768 года.
21. 22 сентября 1762 — Стрешнев, Василий Иванович, тайный советник[3].
22. 1 января 1763 — Браницкий, Ксаверий Петрович, граф, польский коронный великий ловчий[1].
23. 1 января 1763 — Тизенгауз, Антоний, польский вельможа.
24. 4 июня 1763 — Блекен, Франц Вильгельм (нем. Franz-Wilhelm Bleken), голштинский генерал от инфантерии.
25. 4 июня 1763 — Голмер, Магнус Фридрих фон (нем. Magnus Friedrich von Holmer (1704 — 1775)), голштинский действительный тайный советник и юстиц-канцелярии президент.
26. 4 июня 1763 — Овцын, Илларион Яковлевич, генерал-поручик и камергер.
27. 4 июня 1763 — Гагарин, Сергей Васильевич, князь, генерал-поручик, сенатор и камергер.
28. 4 июня 1763 — Бассевич, Карл Фридрих, граф, мекленбургский действительный тайный советник и первый министр.
29. 9 сентября 1763 — Огинский, Михаил Казимир, граф, великий гетман литовский[1].
30. 25 октября 1763 — Гуровский, Владислав, граф, польский камергер.
31. 25 октября 1763 — Билау, Эрнст Август фон, граф, великобританский и брауншвейг-люнебургский обер-камергер и тайный камерный советник.
32. 9 февраля 1764 — Бужиньский, Тадеуш, польский смоленский каштелян.
33. 22 февраля 1764 — Лубенский, Казимир (пол. Kazimierz Łubieński), граф, польский в России посланник, староста леловский.
34. 22 февраля 1764 — Веймарн, Иван Иванович, генерал-поручик.
35. 1764 — Станислав Август Понятовский, король польский[1].
36. 1764 — Густав III, король шведский[1].
37. 1764 — Гоздзкий, Бернард Станислав, граф, воевода подляшский[1].
38. 20 апреля 1764 — Хрептович, Иоахим Литавор, польский новогрудский каштелян[1].
39. 5 июня 1764 — Бжостовский, Михаил, граф, литовской конфедерации маршал[1].
40. июль 1764 — Милославский, Фёдор Сергеевич, вице-адмирал и сенатор[4]
41. 31 июля 1764 — Домбский, Людвиг Кароль, граф, польский генерал, воевода Брест-Куявский.
42. 22 сентября 1764 — Орлов, Фёдор Григорьевич, граф, правительствующего сената обер-прокурор и камергер.
43. 22 сентября 1764 — Сулковский, Франтишек, князь, польский генерал-поручик.
44. 21 февраля 1765 — Лачинов, Александр Петрович, генерал-поручик и губернатор Воронежский.
45. 13 марта 1765 — Бибиков, Илья Александрович, инженер генерал-поручик.
46. 23 марта 1765 — Малаховский, Яцек, граф, польский коронный референдарий, бывший потом канцлер польский.
47. 29 апреля 1765 — Желябужский, Никита Михайлович, тайный советник и сенатор.
48. 24 июля 1765 — Сольмс-Зонненвальде, Виктор Фридрих, граф, прусский камергер, тайный посольства советник и полномочный при российском дворе министр. Умер в 1783 году.
49. 30 августа 1765 — Зиновьев, Николай Иванович, генерал-майор и санкт-петербургский обер-комендант. Умер в 1773 году.
50. 28 сентября 1765 — Фюрстенберг, барон, палатинский генерал-поручик.
51. 1766 — Каллинг, Пётр, барон, шведский сенатор[1].
52. 1766 — Остен, Адольф Зигфрид фон дер, датский в России посол.
53. 1766 — Фридрих-Альбрехт, владетельный князь Ангальт-Бернбургский[1].
54. 31 июня 1767 — Грабовский, Ян Ежи, польский генерал-майор.
55. 31 июня 1767 — Грабовский, Михаил Григорий, польский генерал-майор и гвардии шеф[5].
56. 20 сентября 1767 — Радзивилл, Кароль Станислав, князь, польский коронной генеральной конфедерации маршал[1].
57. 20 сентября 1767 — Гольц, Август Станислав[нем.], барон, польской Торуньской конфедерации маршал и грудзёндзский староста.
58. 24 сентября 1767 — Диц, Фома Григорьевич (нем. Thomas Justus von Dietz (1711 — 1771)), генерал-поручик.
59. 24 сентября 1767 — Шпрингер, Иван Иванович, генерал-поручик.
60. 24 сентября 1767 — Нуммерс, Иван Петрович, генерал-поручик.
61. 24 сентября 1767 — Муравьёв, Николай Ерофеевич, генерал-поручик.
62. 17 января 1768 — Остерман, Фёдор Андреевич, граф, генерал-майор[6].
63. 17 января 1768 — Репнин, Николай Васильевич, князь, генерал-майор, чрезвычайный и полномочный при короле польском посол[1].
64. 17 января 1768 — Гогенталь, Петер[нем.], барон, саксонский вице-президент консистории и директор академии.
65. 17 января 1768 — Чичерин, Николай Иванович, генерал-поручик.
66. 17 января (28 марта?) 1768 — Подоский, Гавриил Ян, граф, польского королевства и великого княжества литовского примас, архиепископ[1].
67. 1768(9) — Линденау, Генрих Готлиб, граф, саксонский действительный тайный советник и обер-шталмейстер[5].
68. 14 мая 1769 — Прозоровский, Александр Александрович, князь, генерал-майор[1].
69. 19 июль 1769 — Спиридов, Григорий Андреевич, адмирал[1].
70. 19 июля 1769 — Брюс, Яков Александрович, граф, генерал-поручик, лейб-гвардии Семёновского полка подполковник и генерал-адъютант[1].
71. 24 августа 1769 — принц Карл Фридрих Баденский[1].
72. 20 сентября 1769 — Салтыков, Николай Иванович, генерал-поручик[1].
73. 1769(70) — Эльмпт, Иван Карпович, барон, генерал-аншеф[5].
74. 1770 — Ступишин, Алексей Алексеевич, генерал-майор. Умер 2 ноября 1786 года.
75. 24 августа 1770 — Фридрих Генрих Людвиг, принц прусский[1].
76. 30 августа 1770 — Вяземский, Александр Алексеевич, князь, генерал-поручик[1].
77. 30 августа 1770 — Гербель, Родион Николаевич, инженер генерал-майор. Умер 3 декабря 1780 года.
78. 24 ноября 1770 — Долгоруков, Юрий Владимирович, князь, генерал-майор и лейб-гвардии Преображенского полка майор[1].
79. 1771 — Ираклий Теймуразович, царь грузинский и кахетинский[1].
80. 1771 — Вейсман фон Вейсенштейн, Отто Адольф, генерал-майор.
81. 1771 — Фридрих Вильгельм, старший принц прусский[1].
82. 30 августа 1771 — Обресков, Алексей Михайлович, тайный советник и государственной Коллегии иностранных дел член.
83. 30 августа 1771 — Эссен, Христофор Юрьевич фон, генерал-поручик.
84. 20 декабря 1771 — Суворов, Александр Васильевич, генерал-майор[1].
85. 1772 — Сенявин, Алексей Наумович, адмирал[1].
86. 9 марта 1772 — Остерман, Иван Андреевич, граф, тайный советник[1].
87. 9 марта 1772 — Волков, Дмитрий Васильевич, тайный советник и сенатор.
88. 1773 — Ассебург, Ахац Фердинанд, барон, действительный тайный советник и полномочный министр в Регенсбурге[5].
89. 1773 — Голицын, Николай Михайлович, князь, обер-гофмаршал и действительный камергер.
90. 1773 — Унгерн-Штернберг, Карл Карлович, барон, генерал-поручик.
91. 1773 — Елагин, Иван Перфильевич, гофмейстер, тайный советник и сенатор, а потом обер-гофмейстер. Умер 22 сентября 1796 года.
92. 1773 — Черкасов, Александр Иванович, барон, тайный советник. Умер действительным тайным советником.
93. 1773 — Кристиан Альбрехт Гогенлоэ-Лангенбургский, принц.
94. 1773 — Генрих XI (князь Рейсс-Грейца)
95. 1773 — Георг Людвиг II, граф Эрбах-Шёнбергский. Умер в 1777 году.
96. 1774 — Потёмкин, Григорий Александрович, генерал-аншеф[1][7].
97. 1774 — Рейнсдорп, Иван Андреевич, генерал-поручик и оренбургский губернатор.
98. 25 декабря 1774 — Людвиг IX, владетельный ландграф Гессен-Дармштадтский[1][7].
99. 25 декабря 1774 — Людвиг, наследный принц Гессен-Дармштадтский[1][8].
100. 17 февраля 1775 — Голицын, Пётр Михайлович, князь, генерал-майор. Умер 11 ноября 1776 года.
101. 1775 — Морский, Антоний[пол.], польский львовский каштелян.
102. 23 июня 1775 — Штакельберг, Отто Магнус, барон, действительный камергер и чрезвычайный при королевском польском дворе посол.
103. 10 июля 1775 — Нагаев, Алексей Иванович, адмирал[9].
104. 10 июля 1775 — Деденев, Михаил Алексеевич, действительный тайный советник и сенатор. Умер в 1786 году[9].
105. 10 июля 1775 — Измайлов, Михаил Михайлович, действительный тайный советник, сенатор[1][9].
106. 10 июля 1775 — Меллер, Иван Иванович, барон, артиллерии генерал-поручик[1][9].
107. 10 июля 1775 — Сиверс, Яков Ефимович, генерал-поручик и новгородский губернатор[1][9].
108. 10 июля 1775 — Романус, Аврам Иванович, генерал-поручик[9].
109. 10 июля 1775 — Медем, Иоганн Фридрих фон, генерал-поручик[9].
110. 10 июля 1775 — Мусин-Пушкин, Валентин Платонович, граф, генерал-поручик[1][9].
111. 10 июля 1775 — Текели, Пётр Абрамович, генерал-поручик[9].
112. 10 июля 1775 — Елманов, Андрей Власьевич, вице-адмирал[9].
113. 10 июля 1775 — Теплов, Григорий Николаевич, тайный советник и сенатор. Умер 30 марта 1799 года.[9].
114. 10 июля 1775 — Козлов, Иван Иванович, тайный советник и сенатор. Умер 19 июня 1788 года.[9].
115. 10 июля 1775 — Камынин, Лукьян Иванович, тайный советник и сенатор. Умер 24 апреля 1788 года.[9].
116. 10 июля 1775 — Карафа, Джорджио (итал. Giorgio Carafa), граф, неаполитанский генерал-поручик[9].
117. 10 июля 1775 — Румянцев, Михаил Петрович, граф, генерал-майор, а потом обер-шенк и сенатор[9].
118. 10 июля 1775 — Чернышёв, Иван Григорьевич, граф, государственной адмиралтейской коллегии вице-президент, сенатор и камергер[1][9][10].
119. 27 августа 1775 — Чичерин, Денис Иванович, генерал-поручик и тобольский губернатор.
120. 27 августа 1775 — Каменский, Михаил Федотович, генерал-поручик, а потом граф, генерал-фельдмаршал и ордена Святого Андрея кавалер. Умер 12 августа 1809 года.
121. 7 июля 1776 — Грейг, Самуил Карлович, вице-адмирал[1].
122. 12 июля 1776 — Фридрих Евгений, принц Вюртемберг-Штутгартский, а потом герцог[1].
123. 1776 — Сапега, Александр, князь, литовский великий канцлер[1].
124. 1776 — Потоцкий, Иосиф, граф, польский кравчий коронный[1].
125. 1776 — Твардовский, Игнацы, граф, польского непременного совета маршал[1].
126. сентябрь 1776 — Лентулус, Роберт Сципион фон[нем.], барон, прусский генерал-поручик[1].
127. 18 января 1777 — Озеров, Семён Петрович, генерал-поручик.
128. 18 января 1777 — Васильчиков, Александр Семёнович, камергер.
129. 18 января 1777 — Орлов, Григорий Никитич, гофмаршал и камергер.
130. 13 марта 1777 — Понятовский, Станислав, князь, польский коронный генерал-поручик, племянник последнего польского короля[1].
131. 13 марта 1777 — Козмин, Сергей Матвеевич, тайный советник.
132. 22 сентября 1777 — Бауэр, Фридрих Вильгельм, генерал-поручик.
133. 20 декабря 1777 — Александр Павлович, великий князь[1].
134. 28 июня 1778 — Потёмкин, Павел Сергеевич, из камер-юнкеров пожалован в сей день камергером и кавалером сего ордена. Впоследствии был графом и генерал-аншефом. Умер 29 марта 1796 года.
135. 22 сентября 1778 — Михельсон, Иван Иванович, генерал-майор, а потом генерал-аншеф. Умер в Бухаресте 19 августа 1807 года. Алмазные знаки 15.09.1801
136. 15 апреля 1779 — Франсуа Эммануэль Гиньяр де Сен-При, граф, французской королевской службы генерал-майор[1].
137. 5 мая 1779 — Константин Павлович, великий князь[1].
138. 11 июля 1779 — Марколини, Камилло, граф, саксонский обер-камергер[1].
139. 11 июля 1779 — Стутергейм, Генрих Готлиб фон, саксонский статский и кабинет-министр. Умер в 1789 году[1].
140. 11 июля 1779 — Кречетников, Михаил Никитич, генерал-поручик[1].
141. 11 июля 1779 — Якоби, Иван Варфоломеевич, генерал-поручик и астраханский губернатор.
142. 11 июля 1779 — Густав Адольф, наследник шведского престола, бывший потом королём шведским[1].
143. 29 января 1780 — Фридрих Вильгельм Карл, принц Вюртемберг-Штутгартский, затем вюртембергский король[1].
144. 29 января 1780 — Фридрих Вильгельм, принц прусский[1].
145. 25 сентября 1780 — Фердинанд IV, король сицилийский[1].
146. 21 апреля 1781 — Ганнибал, Иван Абрамович, генерал-поручик и генерал-цейхмейстер.
147. 21 апреля 1781 — Воронцов, Александр Романович, граф, тайный советник, сенатор, Коммерц-коллегии президент, бывший потом государственным канцлером и ордена Святого Андрея кавалером. Умер 2 декабря 1805 года.
148. 22 июля 1781 — Пётр Фридрих Людвиг, герцог Шлезвиг-Голштейн-Готторпский, администратор герцогства Ольденбургского, князь Любекский[1].
149. 22 июля 1781 — Мещерский, Платон Степанович, князь, генерал-поручик, а потом генерал от инфантерии и ордена Святого Андрея кавалер. Умер 23 декабря 1799 года.
150. 22 июля 1781 — Мнишек, Михаил Ежи Вандалин, граф, польский коронный великий маршал[1].
151. 1782 — Кашкин, Евгений Петрович, генерал-поручик, правящий должность генерал-губернатора Ярославского и Вологодского и лейб-гвардии Семёновского полку премьер-майор[5].
152. 1782 — Георгий Ираклиевич, царевич карталинский[5].
153. 24 ноября 1782 — Голицын, Пётр Алексеевич, князь, обер-егермейстер[1].
154. 24 ноября 1782 — Пассек, Пётр Богданович, генерал-аншеф и сенатор[1].
155. 24 ноября 1782 — Глебов, Фёдор Иванович, генерал-аншеф и сенатор[7].
156. 24 ноября 1782 — Измайлов, Иван Михайлович, действительный тайный советник и сенатор. Умер в 1787 году.
157. 24 ноября 1782 — Голенищев-Кутузов, Иван Логгинович, адмирал[1].
158. 24 ноября 1782 — Чичагов, Василий Яковлевич, адмирал[1].
159. 24 ноября 1782 — Апухтин, Аким Иванович, генерал-поручик.
160. 24 ноября 1782 — Чертков, Василий Алексеевич, генерал-поручик. Умер 24 сентября 1793 года.
161. 24 ноября 1782 — Дурново, Николай Дмитриевич, генерал-кригскомиссар.
162. 24 ноября 1782 — Вяземский, Иван Андреевич, князь, тайный советник и сенатор.
163. 24 ноября 1782 — Шувалов, Андрей Петрович, граф, тайный советник и сенатор[1].
164. 24 ноября 1782 — Потоцкий, Феликс, граф, польский воевода русский[1].
165. 1 января 1783 — Остервальд, Тимофей Иванович, тайный советник и сенатор.
166. 26 июля 1783 — Бальмен, Антон Богданович де, граф, генерал-поручик.
167. 1 января 1784 — Игельстрём, Осип Андреевич, барон, генерал-поручик[1].
168. 1 января 1784 — Гудович, Иван Васильевич, генерал-поручик[1].
169. 1 января 1784 — Ребиндер, Иван Михайлович, генерал-поручик. Умер 1 марта 1792 года.
170. 22 января 1784 — Муцио да Гаета, герцог Сан-Никола (итал. Muzio da Gaeta Duca di San Nicola), неаполитанский в России министр, камергер.
171. 2 февраля 1784 — Безбородко, Александр Андреевич, граф, тайный советник[1].
172. 2 февраля 1784 — Барятинский, Иван Сергеевич, князь, генерал-поручик и бывший в Париже министр. Умер 23 декабря 1811 года[11].
173. 2 февраля 1784 — Симолин, Иван Матвеевич, тайный советник и министр в Лондоне.
174. 17 июня 1785 — Генрих LXII (граф Рёйсс-Шлейц).
175. 17 июня 1785 — Архаров, Николай Петрович, генерал-поручик[1].
176. 1786 — Каховский, Михаил Васильевич, генерал-аншеф[1].
177. 1786 (12 февраля 1784) — Ангальт, Фёдор Астафьевич, граф, генерал-поручик[1].
178. 12 февраля 1786 — Волконский, Григорий Семёнович, князь, генерал-поручик[1].
179. 12 февраля 1786 — Потёмкин, Михаил Сергеевич, генерал-кригскомиссар.
180. 12 февраля 1786 — Стрекалов, Степан Фёдорович, тайный советник.
181. 12 февраля 1786 — Завадовский, Пётр Васильевич, тайный советник[1].
182. 30 августа 1786 — Дмитриев-Мамонов, Матвей Васильевич, генерал-поручик и сенатор[1].
183. 22 сентября 1786 — Щербачёв, Алексей Логинович, генерал-поручик и сенатор.
184. 22 сентября 1786 — Воронцов, Семён Романович, граф, генерал-поручик[1].
185. 26 апреля 1787 — Плятер, Казимир Константин, граф, польского Непременного совета член.
186. 26 апреля 1787 — Скумин-Тышкевич, Людвик, граф, действительный тайный советник[1].
187. 26 апреля 1787 — Комаржевский, Ян, польской коронной армии генерал-поручик и королевский адъютант.
188. 16 мая 1787 — Пущин, Пётр Иванович, вице-адмирал[1].
189. 16 мая 1787 — Заборовский, Иван Александрович, ныне действительный тайный советник.
190. 1788 — Дмитриев-Мамонов, Александр Матвеевич, граф, генерал-поручик и генерал-адъютант. Умер 29 сентября 1803 года на 46-м году от рождения.
191. 1788 — Дерфельден, Отто Вильгельм Христофорович, генерал-поручик[1].
192. 1 апреля 1789 — Мелиссино, Пётр Иванович, артиллерии генерал-поручик. Умер 26 декабря 1797 года.
193. 1 апреля 1789 — Талызин, Пётр Фёдорович, генерал-поручик.
194. 1 апреля 1789 — Тутолмин, Тимофей Иванович, генерал-поручик и Олонецкий генерал-губернатор, а потом генерал от инфантерии, сенатор, главнокомандующий в Москве и ордена Святого Андрея кавалер. Умер 1 ноября 1809 года.
195. 21 апреля 1789 — Людвиг, принц Ангальт-Бернбургский[1].
196. 19? августа 1789 — Нассау-Зиген, Карл Генрих, принц, вице-адмирал[1].
197. 24 ноября 1789 — Самойлов, Александр Николаевич, генерал-поручик[1].
198. 29 мая 1790 — Круз, Александр Иванович, вице-адмирал[1].
199. 31 августа 1790 — Карл Людвиг Гогенлоэ-Лангенбургский, владетельный князь.
200. 8 сентября 1790 — Барш, Иван Яковлевич, адмирал и главный командир Архангельского порта.
201. 8 сентября 1790 — Левашов, Василий Иванович, генерал-поручик, потом генерал-аншеф и ордена Святого Андрея кавалер.
202. 8 сентября 1790 — Нумсен, Фёдор Михайлович, генерал-поручик.
203. 8 сентября 1790 — Зубов, Платон Александрович, генерал-майор и флигель-адъютант[1].
204. 8 сентября 1790 — Голенищев-Кутузов, Михаил Илларионович, генерал от инфантерии, а потом генерал-фельдмаршал и всех Российских орденов кавалер.
205. 8 сентября 1790 — Армфельт, Густав Мориц, барон, шведский королевский обер-камер-юнкер и генерал[1].
206. январь 1792 — Энгельгардт, Василий Васильевич, генерал-поручик, ныне действительный тайный советник.
207. февраль 1792 — Попов, Василий Степанович, генерал-майор, ныне действительный тайный советник и государственного совета член.
208. 18 марта 1792 — Голицын, Сергей Фёдорович, генерал-поручик, а потом генерал-аншеф и ордена Святого Андрея кавалер. Умер 20 января 1810.
209. 18 марта 1792 — Дерибас, Осип Михайлович, контр-адмирал.
210. 28 июня 1792 — Меллин, Борис Петрович (нем. Berend Heinrich von Mellin  (1739—1793)), граф, генерал-поручик.
211. 28 июня 1792 — Ферзен, Иван Евстафьевич, барон, генерал-поручик.
212. 28 июня 1792 — Косаговский, Семён Демьянович, граф, генерал-поручик.
213. 14 октября 1792 — Ушаков, Фёдор Фёдорович, контр-адмирал, потом адмирал.
214. 24 ноября 1792 — Мордвинов, Николай Семёнович, вице-адмирал, потом адмирал.
215. 24 ноября 1792 — Румянцев, Николай Петрович, граф, тайный советник и камергер, потом действительный тайный советник и ордена Святого Андрея кавалер.
216. 6 мая 1793 — Алексиус-Фридрих-Кристиан, Ангальт-Бернбургский владетельный князь, затем герцог[1].
217. 6 мая 1793 (см. 1788)— Дерфельден, Отто Вильгельм Христофорович, генерал-поручик.
218. 6 мая 1793 — Любовицкий, Степан Станиславович, польский генерал-поручик.
219. 6 мая 1793 — Злотницкий, Антон Осипович, генерал-поручик.
220. август 1793 — Морков, Аркадий Иванович, тайный советник, потом действительный тайный советник и ордена Святого Андрея кавалер.
221. 22 сентября 1793 — Мансуров, Павел Дмитриевич, генерал-поручик и сенатор.
222. 22 сентября 1793 — Барятинский, Фёдор Сергеевич, князь, гофмаршал и действительный камергер, потом обер-гофмаршал.
223. 22 сентября 1793 — Дунин, Иван Петрович, генерал-поручик.
224. 22 сентября 1793 — Татищев, Николай Алексеевич, генерал-поручик, потом граф, генерал от инфантерии и ордена Святого Андрея кавалер.
225. 22 сентября 1793 — Всеволожский, Всеволод Алексеевич, тайный советник, сенатор и камергер.
226. 22 сентября 1793 — Вырубов, Пётр Иванович, тайный советник и камергер.
227. 22 сентября 1793 — Обухов, Иван Васильевич, тайный советник и камергер.
228. 22 сентября 1793 — Несвицкий, Иван Васильевич, князь, тайный советник и камергер.
229. 22 сентября 1793 — Чертков, Евграф Александрович, тайный советник и камергер.
230. 22 сентября 1793 — Разумовский, Андрей Кириллович, тайный советник, потом действительный тайный советник 1-го класса и ордена Святого Андрея кавалер.
231. 22 сентября 1793 — Зубов, Валериан Александрович, граф, генерал-майор и флигель-адъютант[1].
232. 22 сентября 1793 — Протасов, Александр Яковлевич, генерал-поручик.
233. 22 сентября 1793 — Пулавский, Антоний.
234. 28 июня 1794 — Загряжский, Иван Александрович, генерал-поручик. Умер 19 декабря 1807 года.
235. 9 ноября 1794 — Денисов, Фёдор Петрович, генерал-майор.
236. 24 ноября 1794 — Зубов, Александр Николаевич, граф, тайный советник и сенатор.
237. 30 ноября 1794 Строганов, Александр Сергеевич, граф, действительный тайный советник[1].
238. 1 января 1795 — Вульф, Карл Иванович фон, артиллерии генерал-поручик.
239. 1 января 1795 — Ширков, Семён Ермолаевич, генерал-поручик и Киевский губернатор.
240. 1 января 1795 — Милорадович, Андрей Степанович, генерал-поручик и Черниговский губернатор.
241. 11 февраля 1795 — Ступишин, Иван Васильевич, генерал-поручик.
242. 21 апреля 1795 — Пален, Пётр Алексеевич, генерал-поручик и губернатор Курляндский, потом граф и ордена Святого Андрея кавалер.
243. июнь 1795 — Хорват, Иосиф Иванович, генерал-поручик.
244. 1796 — Лос, Иоганн Адольф[пол.], граф, саксонский кабинет-министр[1].
245. 1796 — Гутшмид, Христиан Готтгельф, барон, саксонский действительный тайный советник и тайный кабинет-министр[1].
246. 3 февраля 1796 — Остен-Сакен, Карл Магнус (Карл Иванович), барон, тайный советник, а потом граф и действительный тайный советник.
247. 28 июня 1796 — Щербатов, Андрей Николаевич, князь, тайный советник и сенатор, а потом действительный тайный советник.
248. 28 июня 1796 — Шереметев, Николай Петрович, граф, тайный советник и сенатор, а потом действительный тайный советник, обер-камергер и ордена Святого Андрея кавалер. Умер 2 января 1809 года.
249. 28 июня 1796 — Жуков, Михаил Михайлович, тайный советник и сенатор, а потом действительный тайный советник.
250. 28 июня 1796 — Юсупов, Николай Борисович, князь, тайный советник и сенатор, а потом действительный тайный советник и ордена Святого Андрея кавалер.
251. 28 июня 1796 — Мятлев, Пётр Васильевич, тайный советник и сенатор.
252. 28 июня 1796 — Беклешов, Александр Андреевич, курский и орловский генерал-губернатор, а потом генерал от инфантерии, член Государственного совета, сенатор и ордена Святого Андрея кавалер. Умер в Риге 24 июля 1808 года.
253. 28 июня 1796 — Волков, Алексей Андреевич, генерал-поручик.
254. 28 июня 1796 — Осипов, Григорий Михайлович, генерал-поручик.
255. 28 июня 1796 — Мусин-Пушкин, Алексей Иванович, тайный советник.
256. 28 июня 1796 — Муртаза Кули-хан, гилянский владетель.
257. 6 июля 1796 — Николай Павлович, великий князь[1].
258. 20 августа 1796 — Будберг, Андрей Яковлевич, барон, бывший потом генерал от инфантерии и ордена Святого Андрея кавалер. Алмазные знаки 15.09.1801
259. 28 августа 1796 — Карл, принц шведский, Зюдерманландский герцог[1].